# 서상목
서상목(徐相穆, 1947년 7월 11일 ~ )은 대한민국의 정치인이다. 제13·14·15대 국회의원을 지냈다.

## 학력
- 서울재동국민학교 졸업
- 경기중학교 졸업
- 경기고등학교 졸업
- 미국 앰허스트대학 경제학과 학사
- 서강대학교 경영대학원 경영학 석사
- 세종대학교 대학원 경영학 석사
- 미국 스탠퍼드 대학교 대학원 경제학 박사

## 경력
- 세계은행(IBRD) 경제조사역
- 한국개발연구원(KDI) 부원장
- 1988년: 민정당 정책조정부실 실장
- 보건사회부 장관
- UN고위급 자문위원회 위원
- 한나라당 정책위원회 의장
- 한국 아동ㆍ인구ㆍ환경 의원연맹(CPE) 회장
- 아태환경개발의원회의(APPCED) 집행위원장
- 美 스탠퍼드대 후버연구소 초빙연구위원
- 명지대학교 정보통신경영대학원 원장 : 2002년 12월 ~
- 인제대학교 석좌교수
- 동아대학교 석좌교수
- 2015년 8월: 데일리경제 회장
- 2017년 1월 ~ 2022년 12월 : 제32 ~ 33대 한국사회복지협의회 회장
- 2020년 11월 ~: 국제사회복지협의회 회장
- 대한민국헌정회 정책연구위원회 분과위원회 보건복지위원장
- 대한민국헌정회 보건복지위원회 위원장
- 2025년 4월 ~2025년 4월: 국민의힘 나경원 제21대 대통령 선거 경선후보 나경원 캠프 고문

## 역대 선거 결과
|  | 34.0% |

|  | 38.5% |

|  | 38.13% |

|  | 13.17% |

|  | 29.63% |

## 같이 보기
- 대한민국 제13대 국회의원 선거 민주정의당 후보 목록#전국구
- 대한민국 제14대 국회의원 선거 민주자유당 후보 목록#전국구
- 강남구 갑
- 서울 강남구의 국회의원
- 대한민국의 보건복지부 장관